# Cheikh El Haddad
 (février 2012).
Si vous disposez d'ouvrages ou d'articles de référence ou si vous connaissez des sites web de qualité traitant du thème abordé ici, merci de compléter l'article en donnant les références utiles à sa vérifiabilité et en les liant à la section « Notes et références ».
Pour les articles homonymes, voir Haddad.
Muhand Amezyan Aheddad, dit Cheikh El Haddad (en kabyle: Ccix Aḥedad, en tifinagh: ⵛⵛⵉⵅ ⴰⵃⴻⴷⴰⴷ), né en 1790 à Seddouk et mort le 29 avril 1873 à la prison de Constantine, est l'un des chefs de l'insurrection de 1871, la plus importante survenue au XIXe siècle en Algérie après la conquête du pays par la France, aux côtés du Cheikh El Mokrani et de son frère Boumezrag El Mokrani.

## Biographie

### Jeunesse et formation
La famille de Cheikh El Haddad quitte la tribu d'Ait Mansour (commune d'Akfadou aujourd'hui) pour s’installer à  Imoula, dans la vallée de la Soummam, puis à Seddouk. Le nom de famille El Haddad vient de son grand-père, qui était forgeron. Son père, Abi Ali Al-Haddad, fonde la zaouïa de Seddouk, dans laquelle Muhand Amezyan suit un enseignement linguistique et religieux, avant de poursuivre son enseignement en théologie islamique auprès de plusieurs cheikhs.
Cheikh El Haddad a d'abord été formé par le Cheikh Al-Rabia Benmouhoub à Imoula, puis par le Cheikh Arab Nath Irathen en Grande Kabylie. Il a ensuite étudié à la zaouïa de Bounouh à Aït-Smail, qui a été créée par le fondateur de la Rahmaniyya, Sidi M'hamed Bou Qobrine. Par la suite, il enseigne à la zaouïa fondée par son père à Seddouk, et publie plusieurs ouvrages, dont un intitulé "Al-Taqyid al-Mubarek" sur le tassawuf.

### Rôle politique
En 1860, Cheikh El Haddad devient le chef de la confrérie Rahmaniyya en Kabylie, depuis son village de Seddouk-Ouffella en Kabylie (actuelle commune de Seddouk, wilaya de Béjaïa). Face à sa popularité grandissante, l'administration coloniale s'inquiète et le met sous surveillance, ainsi que ses moqaddim.
À la proclamation le 15 mars 1871 du soulèvement par le cheikh El Mokrani, à la tête d'une armée de 8000 à 10 000 hommes, ses fils Cheikh Aziz et Cheikh M'hand s'engagent aux côtés des révoltés, menant le combat au nom de leur père, qui du fait de son âge, ne peut y participer. Le 8 avril 1871, à l'âge de 80 ans, il appelle toutefois lui-même à la révolte lors d'un rassemblement au souk de Mcisna (actuelle Seddouk). Cet appel à la lutte contre les colonisateurs français a un grand impact, puisque 250 tribus y répondent, soit plus de 10 000 combattants. Il est marqué par une phrase devenue célèbre dans toute l'Algérie: « Nous jetterons les Français en mer comme je jette ce bâton par terre. »
L'insurrection suscitée par le cheikh El Haddad concerne une grande partie de l'Algérie, de l'Est d'Alger au Nord de Batna, mais cela ne suffit pas pour abattre l'armée française qui réussit à la vaincre. Outre les nombreux morts durant les combats, une répression très dure s'ensuit: les tribus doivent payer une contribution de guerre, accablant souvent les plus pauvres et leurs terres sont saisies. Beaucoup d'Algériens émigrent, surtout vers la Syrie, et certains révoltés sont déportés au bagne de Nouvelle-Calédonie: 212 accusés de la révolte de Mokrani sont arrêtés puis jugés en mai 1873, avant d'être envoyés soit dans l'enceinte fortifiée de la presqu'île Ducos ou à l'Île des Pins, aussi appelé "camp des arabes". Les récidivistes, jugés plus dangereux sont incarcérés au Camp Brun. Beaucoup d'Algériens, comme les fils de Cheikh El Haddad se retrouvent alors isolés en Nouvelle-Calédonie sans biens ou famille.
À la suite de la défaite, Cheikh El Haddad est arrêté le 13 juillet 1871. Le 19 avril 1873, il est condamné à cinq ans de prison par la Cour d'assises de Constantine. Il meurt en détention le 29 avril 1873, à l'âge de 83 ans. Ses deux fils, Aziz et M'hand, sont déportés en Nouvelle-Calédonie.
Bien qu'il ait émis, avec insistance, le vœu d'être enterré dans son village natal, il est inhumé au cimetière de Constantine le 13 juillet 1873, l'administration coloniale le privant de cette dernière volonté. Sa ré-inhumation et celle de ses fils Aziz et M'hand a lieu lors d'une cérémonie les 2 et 3 juillet 2009 à Seddouk-Ouffella. Cependant, la tombe de M'hand n'a jamais été retrouvée, il a seulement un cénotaphe.
Le Cheikh El Haddad avait deux autres fils, Redjem et Mobarak. Ils ont fui après la guerre et se sont installés à Ain El Kebche et à Boutouil près de Tadjenanet (Wilaya de Mila). Actuellement les familles Redjem et Mobarak Haddad originaires de ces deux régions reconnaissent qu'elles sont issues de ces deux enfants de Cheikh El Haddad[réf. nécessaire].

### Ouvrages
- ʻAlī Baṭṭāsh, Aperçu historique sur la Kabylie: la vie de Cheikh El Haddad et l'insurrection de 187, Editions El-amel, 2010  (ISBN 978-9947-30-048-0 et 9947-30-048-X), (OCLC 697036672)
- Abderrahmane, Bouchène, Jean-Pierre, Peyroulou, Ounassa Siari-Tengour et Tahar Khalfoune, La Découverte, impr. 2014,  (ISBN 978-2-7071-7837-4 et 2-7071-7837-3), (OCLC 872346940)

### Articles externes
- Histoire de l’insurrection de 1871: Réinhumation de cheikh Ahedad et cheikh Aziz sur le site officiel de la wilaya de Bordj Bou Arreridj
- El Watan, « Transfert des ossements du Cheikh Aheddad et de son fils Aziz ce jeudi »
- Revue des études Berbères, semestriel, 2006, p.17-21
- L'Humanité, «Cheikh El Mokrani (1815-1871) Le chef de la Commune kabyle, en guerre contre la colonisation», quotidien, 5 septembre 2011
- El Watan, « Cheikh Belhaddad, une histoire méconnue »
- X. Yacono, « Kabylie : L'insurrection de 1871 », Encyclopédie berbère, 26 | 2004, 4022-4026.
- Isabelle Merle, « Algérien en Nouvelle-Calédonie : Le destin calédonien du déporté Ahmed Ben Mezrag Ben Mokrani », L’Année du Maghreb, 20 | 2019, 263-281